# Ñoñobañez
Ñoñobañez es un personaje creado en 1982 por el ilustrador y periodista chileno José Gai Hernández bajo el seudónimo de Malatesta. Fue publicado hasta mediados de la década de 1990` en el periódico Las Últimas Noticias. Está basado físicamente en Luis Santibáñez, entrenador de la Selección de fútbol de Chile en la Copa Mundial de Fútbol de 1982. Las aventuras de Ñoñobañez fueron recopiladas en el libro Ñoñobáñez, 20 años de fútbol chileno en 2002.
El personaje satiriza, entre otros aspectos, el estilo defensivo que se adjudicaba al entonces entrenador nacional a comienzos de los años 1980. Una de las caricaturas mostraba a sus jugadores de campo colgados del travesaño.